# 于程九
于程九（1926年3月—2017年7月14日），曾用名于秉溪，山东莱阳人，中华人民共和国政治人物。

## 生平
于程九是莱阳市大夼镇郭格庄村人。1944年6月，参加革命，先在莱东县政府办的教师训练班学习，结业后，任小学教员，后调东诸麓、三都河、虎埠岭完小任校长。1947年2月参军，先后在五龙县武装部、南海军分区独立营、华野十三纵队三十九师一一五团八连任书记、宣教干事、文化干事。1948年，因作战负伤，愈后转地方工作，先后在万第区任民政助理员、区长。山东省胶东行署华东军政委员会民政部、中国人民救济总会华东办事处任秘书、科长；后调内务部任科长、处长；1972年，调宁夏回族自治区高级人民法院任办公室主任。1978年4月，中共宁夏回族自治区第四次代表大会召开，选举党委，其担任纪委副书记。2017年7月14日在银川逝世，终年91岁。7月16日，在银川殡仪馆火化。